# Potonggang (khu vực)
Pot'onggang-guyŏk (보통강구역; 普通江區域, Phổ Thông Giang khu vực) là một trong 19 đơn vị hành chính thuộc thủ đô Bình Nhưỡng, Cộng hòa Dân chủ Nhân dân Triều Tiên. Nó thường được biết đến là nơi tọa lạc của khách sạn Ryugyŏng. Tên của huyện được đặt theo sông Pothong (Phổ Thông). Huyện giáp với Hyongjesan ở phía bắc, phía đông là Sosong và Moranbong, phía nam là Pyongchon và Trung khu vực, và phía tây là Mangyongdae. Khu vực được Ủy ban Nhân dân Thành phố Bình Nhưỡng thành lập vào tháng 10 năm 1960.

## Tổng quan
Potong chủ yếu là một khu vực làm việc của thành phố với và có một vài nơi thú vị để khách du lịch tham quan ở vùng ngoại vi như công viên Potong, Tượng Chiến thắng giải phóng của Tổ quốc và đài kỷ niệm Kế hoạch Cải tạo sông Potong. Pôtng có Nhà máy và trường thêu Bình Nhưỡng, và trường trun học phổ thông Bình Nhưỡng. Ragwon-dong của khu vực có văn phòng trung ương và trụ sở của Ủy ban Quốc phòng Cộng hòa Dân chủ Nhân dân Triều Tiên.

## Giao thông
Hệ thống tàu điện ngầm Bình Nhưỡng chạy qua khu vực này và dừng tại các ga Konsol, Hwanggumbol, và Konguk.

## Dân cư
Năm 2008, dân cư khu vực Potong là 105.180 người, gồm 50.423 nam và 54.757 nữ.